# Marasmius rosulatus
Marasmius rosulatus är en svampart som beskrevs av Desjardin & R.H. Petersen 1989. Marasmius rosulatus ingår i släktet Marasmius och familjen Marasmiaceae.   Inga underarter finns listade i Catalogue of Life.